# Claude Makélélé
Claude Makélélé vagy Claude Makelele Sinda (Kinshasa, Zaire, (ma Kongói Demokratikus Köztársaság) 1973. február 18. –) francia labdarúgó, labdarúgóedző.

## Pályafutása

### Real Madrid
Claude Makélélé 2000 és 2003 között a Real Madrid játékosa volt, többek közt két bajnoki címet, BL-t, és UEFA-szuperkupát nyert a galaktikusoknak becézett csapattal .

### Chelsea
2003 nyarán 16,8 millió fontért igazolt az angol Chelsea-hez.
2006. november 5-én a Tottenham elleni bajnokin Makélélé megszerezte második Chelsea gólját. A 15. percben 22 méterről bombázott Paul Robinson kapujába. Ennek ellenére a Spurs nyerte a mérkőzést 2-1-re.
2006. december 5-én a Ligakupában a Newcastle United ellen ő viselte a kapitányi karszalagot, mivel John Terry hiányzott, és Frank Lampard sem játszhatott.
Utolsó mérkőzése a csapatban a 2008. május 21-i Bajnokok Ligája döntő volt Moszkvában.

### Paris Saint-Germain
Makélélé 2008. július 21-én tért vissza Franciaországba a Paris Saint-Germain csapatához. Öt szezon és 217 mérkőzés után hagyta el ingyen a Chelsea-t. A francia klubnál  ötéves  szerződést írt alá.

### A válogatottban
Makélélé a francia válogatott tagja volt 1995-től 2008-ig. Játszott az 1996-os olimpiai játékokon hazája színeiben, valamint a 2002-es világbajnokságon, és a 2004-es Európa-bajnokságon. Összesen 71 mérkőzésen lépett pályára.
2004 szeptemberében a visszavonulás mellett döntött, de 11 hónappal később, 2005 augusztusában honfitársaival, Zinédine Zidane-nal és Lilian Thuram-mal együtt bejelentették visszatérésüket a válogatottba, hogy a csapat bejusson a 2006-os világbajnokságra. A világbajnokságon legyőzték Spanyolországot, a korábbi bajnok Brazíliát, majd a 2004-es Eb-döntős Portugáliát. Az Olaszország ellen büntetőkkel elveszített döntő után Makélélé újra vissza akart vonulni a válogatottságtól, de továbbra is játszott Franciaország színeiben a 2008-as Európa-bajnokság selejtezőiben és az Európa-bajnokságon is. 2008. június 17-én, Thurammal együtt jelentette be végleges visszavonulását.

## Sikerei, díjai
- Francia bajnok (1995)
- Spanyol bajnok (2001, 2003)
- Spanyol Szuperkupa (2001, 2003)
- UEFA Bajnokok Ligája (2002)
- UEFA Szuper Kupa (2002)
- Interkontinentális kupa (2002)
- Angol bajnok (2005, 2006)
- Angol Ligakupa (2005, 2007)
- Community Shield (2005)
- FA-kupa (2007)

## Személyes információk
- 2004 tavaszán feleségül vette Noémie Lenoir francia modellt.
- 2005. február 2-án született meg közös kisfiuk, Kelyan.

## Statisztika
Utolsó frissítés: 2008. május 21.
| Klub        | Szezon   | Hazai bajnokság | Hazai bajnokság | Hazai kupa | Hazai kupa | Európa  | Európa | Összesen | Összesen |
| Klub        | Szezon   | Meccsek         | Gólok           | Meccsek    | Gólok      | Meccsek | Gólok  | Meccsek  | Gólok    |
| ----------- | -------- | --------------- | --------------- | ---------- | ---------- | ------- | ------ | -------- | -------- |
| Real Madrid | 2000–01  | ?               | ?               | ?          | ?          | 16      | 1      | 16       | 1        |
| Real Madrid | 2001–02  | 32              | 1               | 3          | 0          | 13      | 0      | 48       | 1        |
| Real Madrid | 2002–03  | 29              | 0               | ?          | 0          | 13      | 0      | 42       | 0        |
| Real Madrid | Össz.    | 61              | 1               | 3          | 0          | 42      | 1      | 106      | 2        |
| Chelsea     | 2003–04  | 30              | 0               | 5          | 0          | 11      | 0      | 46       | 0        |
| Chelsea     | 2004–05  | 36              | 1               | 4          | 0          | 10      | 0      | 50       | 1        |
| Chelsea     | 2005–06  | 31              | 0               | 4          | 0          | 6       | 0      | 41       | 0        |
| Chelsea     | 2006–07  | 29              | 1               | 8          | 0          | 9       | 0      | 46       | 1        |
| Chelsea     | 2007–08  | 18              | 0               | 3          | 0          | 13      | 0      | 34       | 0        |
| Chelsea     | Össz.    | 144             | 2               | 24         | 0          | 49      | 0      | 217      | 2        |
| Összesen    | Összesen | 205             | 3               | 27         | 0          | 91      | 1      | 323      | 4        |